# カリブ語族
カリブ語族（カリブごぞく、Cariban languages）は南アメリカ北部の語族である。アマゾン川河口からコロンビアのアンデス地方、またブラジル中部に分布する。現在も話されるが、話者数は少なくなっている。最大のマクシ語で話者は3万人である。ヒシュカリアナ語は世界でも珍しいOVS語順で有名である。
なお、カリブという名前はついているが、カリブ海の先住民の言語の多くはカリブ語族には属さない。もっとも有名なタイノ族の言語（タイノ語）はカリブ語族とは無関係のアラワク語族に属する。紛らわしい名前の島嶼カリブ語（小アンティル諸島の言語、ガリフナ語を含む）もアラワク語族の言語である。